# Jan-Olof Borgén
Jan-Olof Borgén, född 6 december 1937 i Åsele församling i Västerbottens län, är en svensk militär.

## Biografi
Borgén avlade studentexamen 1961. Han avlade officersexamen vid Krigsskolan 1962 och utnämndes samma år till fänrik vid Västerbottens regemente, där han var plutonchef och kompanichef 1962–1968 och befordrades till kapten 1970. Han gick Vapentekniska kursen vid Militärhögskolan 1968–1971, blev aspirant vid Tekniska stabskåren 1971, tjänstgjorde vid Arméstaben och Försvarets materielverk 1971–1977, befordrades till major 1973 och var kompanichef vid Roslagens luftvärnsregemente 1977–1978.
År 1978 befordrades Borgén till överstelöjtnant, varpå han var chef för Utrustningsavdelningen vid Arméstaben 1978–1981 och bataljonschef vid Västerbottens regemente 1981–1982. Han var chef för Systemplaneringen i Systemavdelningen i Huvudavdelningen för armémateriel vid Försvarets materielverk 1982–1985, befordrades till överste 1983 och var chef för Bohusläns regemente 1985–1987. År 1987 befordrades han till överste av första graden, varefter han var chef för Svea livgarde och tillika befälhavare för Stockholms försvarsområde 1987–1992. Han studerade vid Royal College of Defence Studies i London 1993, befordrades till generalmajor 1994 och var rikshemvärnschef 1994–1997. Borgén var rikskårchef i Frivilliga automobilkårernas riksförbund 1999–2001.
Borgén invaldes 1987 som ledamot av Kungliga Krigsvetenskapsakademien.

## Utmärkelser
- Kommendör av Norska förtjänstorden (1 juli 1992)[8]